# Boulevard Arago
Pour les articles homonymes, voir Arago.
Le boulevard Arago est une voie située dans le quartier Croulebarbe du 13e et le quartier du Montparnasse du 14e arrondissement de Paris.

## Situation et accès
Le boulevard Arago est desservi par les lignes de métro 7 à la station Les Gobelins, 6 à la station Saint-Jacques, 4 à la station Denfert-Rochereau et par la ligne B du RER à la gare de Denfert-Rochereau.

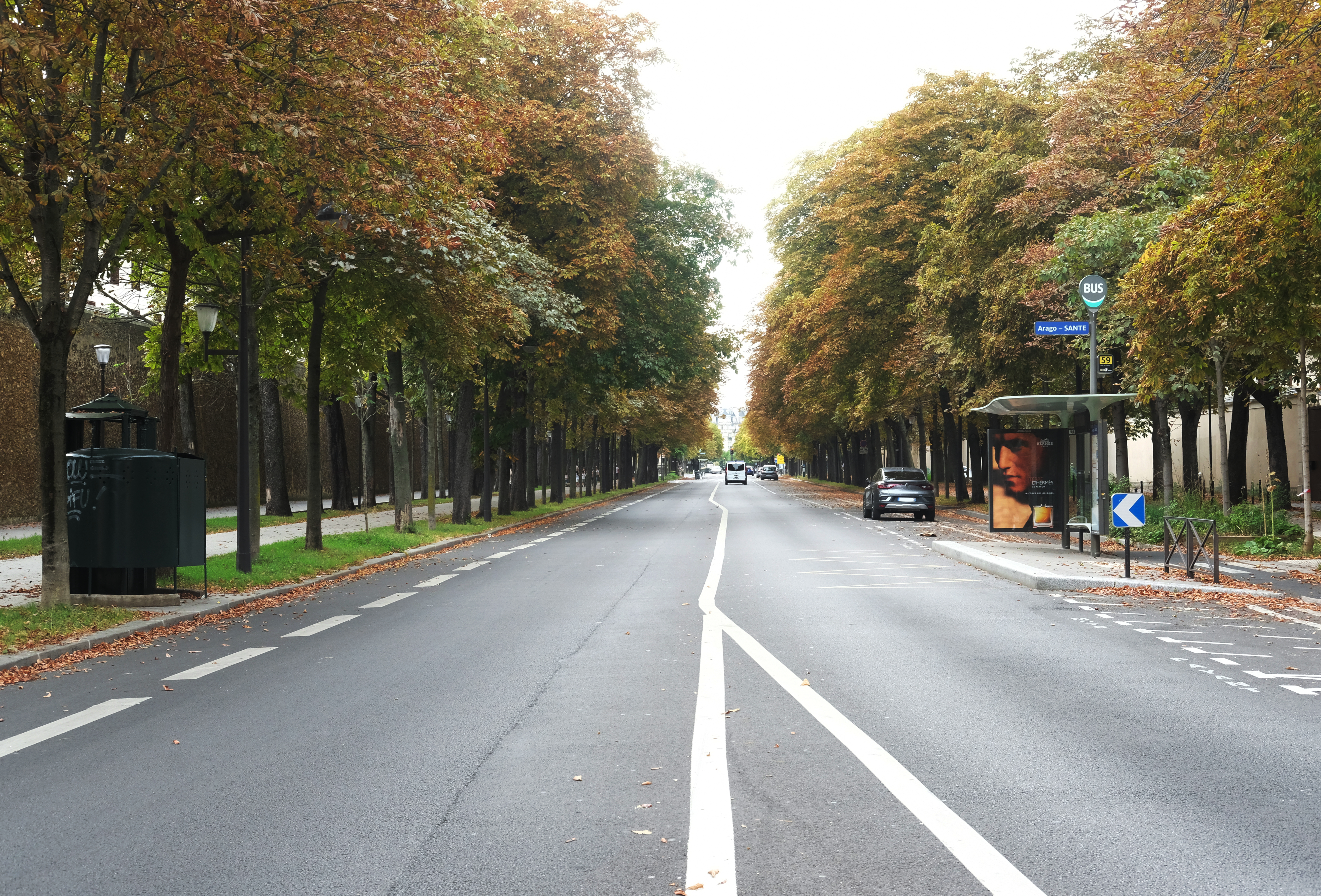
Le boulevard Arago au niveau de la prison de la Santé (à gauche).
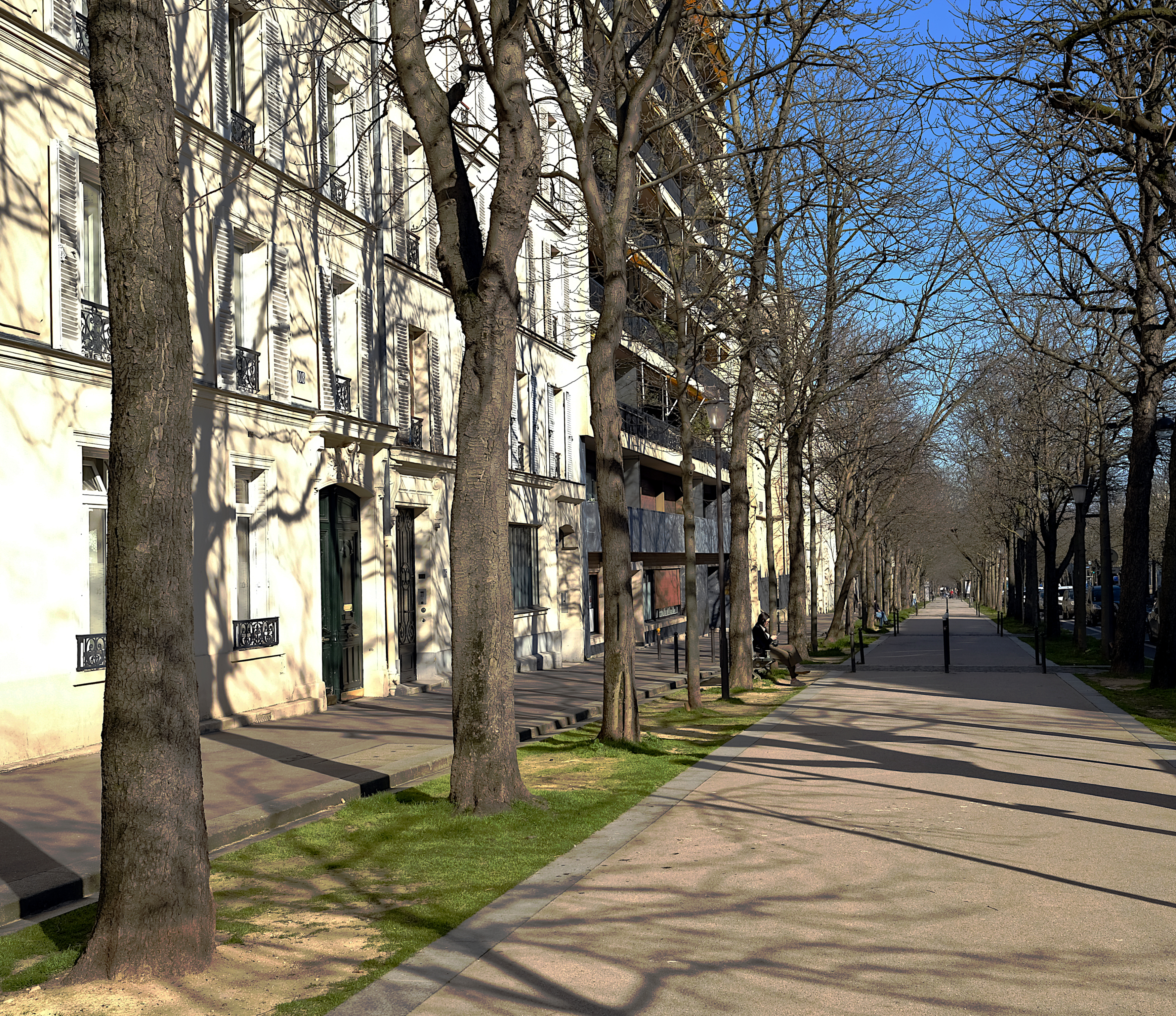
Une allée du boulevard à proximité de la place Denfert-Rochereau.

Par ailleurs, les trottoirs du boulevard Arago, parfaitement resurfacés, en légère descente sur plus de 1 000 m, et peu fréquentés, sont devenus un site favori des amateurs de roller, tout particulièrement des débutants.

## Origine du nom
Il est nommé en l'honneur du physicien et homme politique français François Arago (1786-1853) ayant vécu vingt-cinq ans à l'Observatoire de Paris, dont il fut directeur.

## Historique
Le boulevard Arago est ouvert, par décret du 30 juillet 1859 dans le cadre des travaux d'Haussmann, sur une largeur de 40 mètres entre la rue Mouffetard et la barrière d'Enfer, en prolongement de la première section du boulevard Saint-Marcel. Son tracé a absorbé :
- une partie de la rue des Marmousets-Saint-Marcel ;
- la totalité de l'église Saint-Hippolyte ;
- le cul-de-sac de Longue-Avoine, qui débouchait dans la rue du Faubourg-Saint-Jacques à hauteur de la rue Leclerc et qui était long de 160 mètres.

Le boulevard est le dernier endroit à Paris où ont été effectuées, à l'angle de la rue de la Santé, des exécutions publiques à la guillotine jusqu'au milieu du XXe siècle. Trente-sept condamnés y furent guillotinés entre le 5 août 1909 (Georges Duchemin) et le 2 juin 1939 (Max Bloch) : celle-ci fut l'avant-dernière exécution publique ayant eu lieu en France. Ces exécutions publiques du boulevard Arago sont mentionnées dans Mort à crédit de Céline.

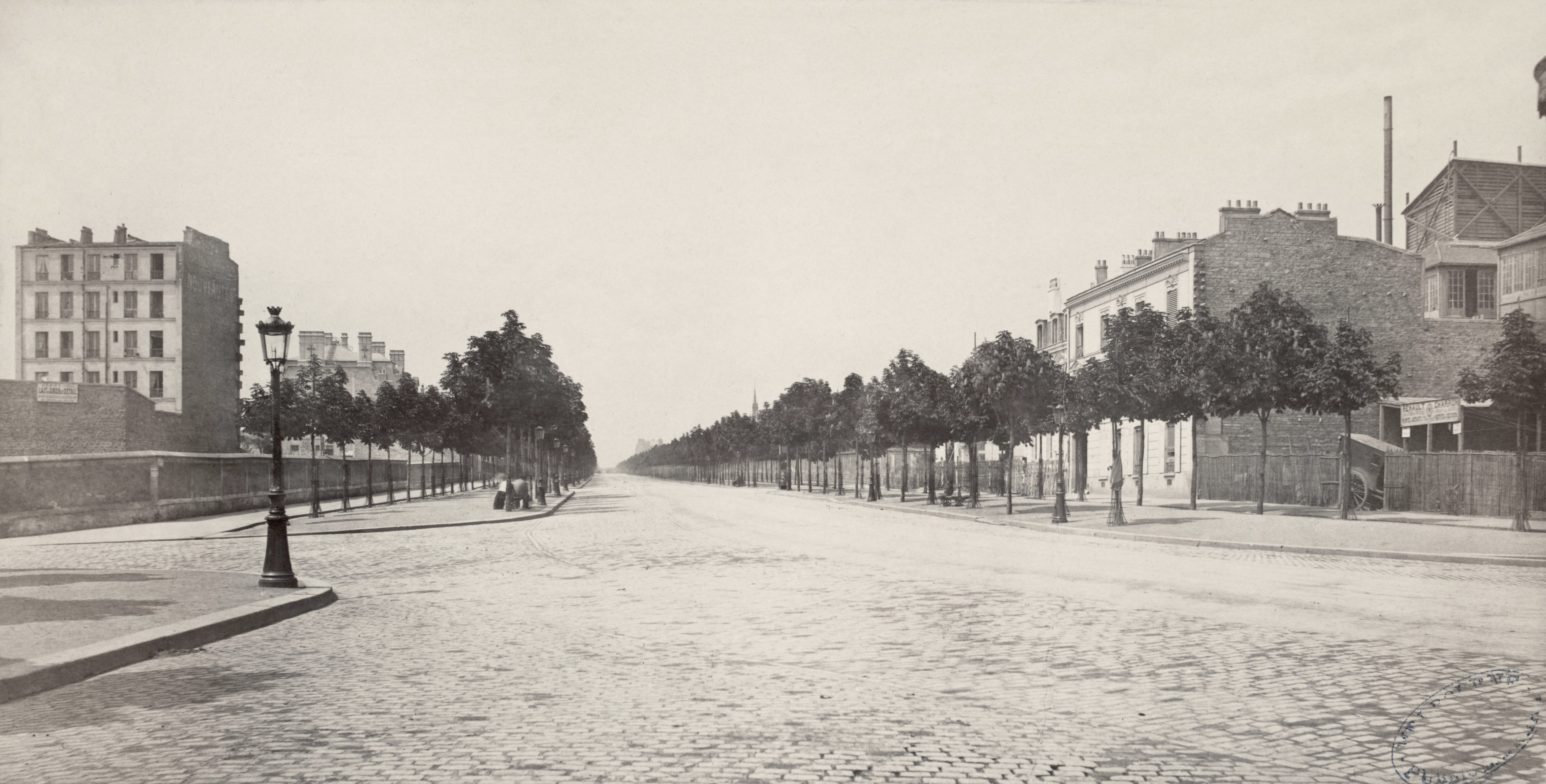
Boulevard Arago vers 1857-1870 (photographie probable de Charles Marville).
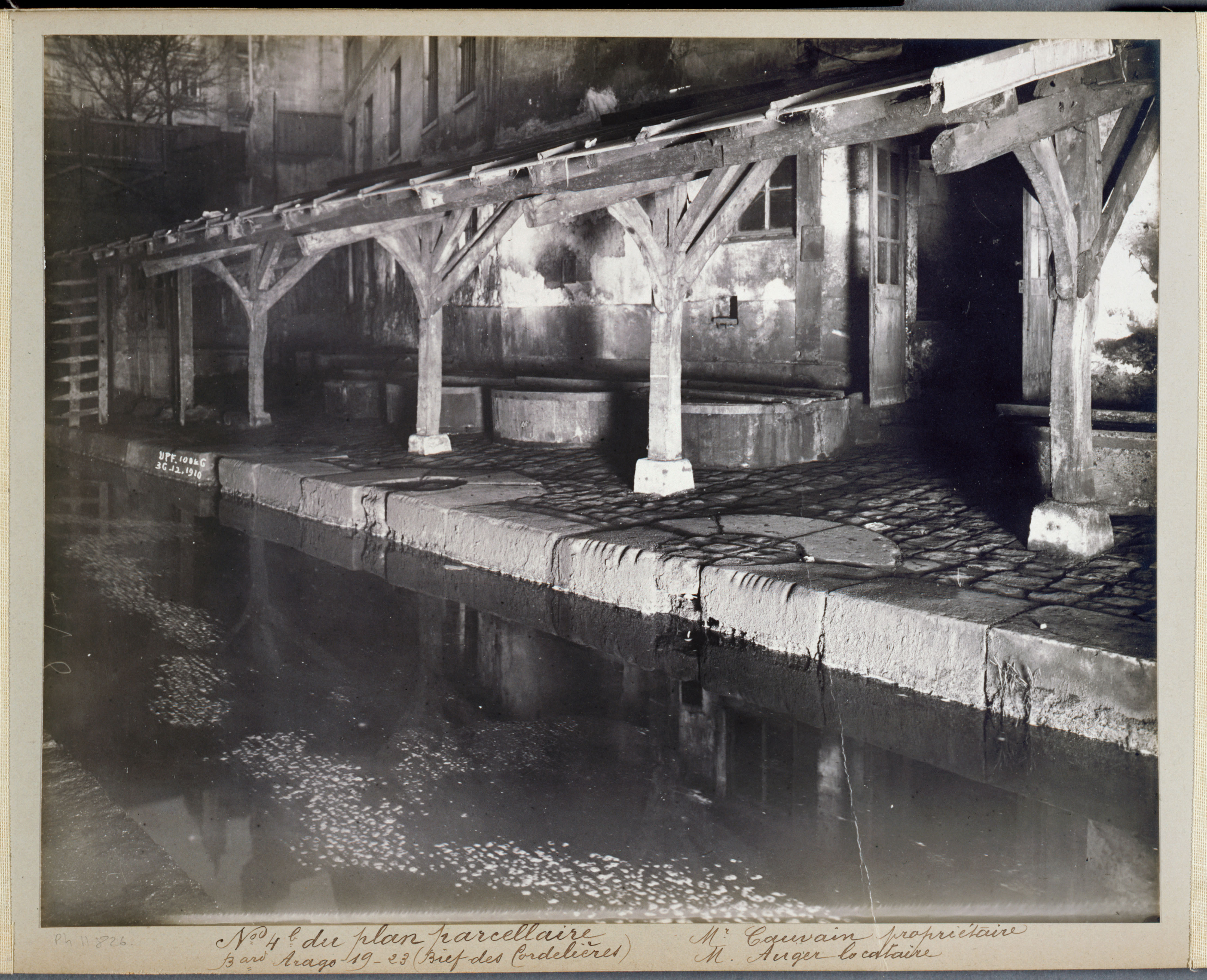
La Bièvre au niveau du Bief des Cordelières, n°19 et n°23 du boulevard, 1910. Photographie de l'Union photographique française conservée au musée Carnavalet.

## Bâtiments remarquables et lieux de mémoire
- Au no 12 : un fragment de portail, dernier vestige de l'ancienne église paroissiale Saint-Hippolyte détruite en 1857 lors de l'ouverture du boulevard.
- Le passage, entre les nos 12 et 14, est tracé au-dessus de l’ancien lit de la Bièvre vive[2].
- Au no 14 : immeuble, de style éclectique, construit par l’architecte Edmond Becquet, pour le compte d’un mégissier, en 1901[3].
- Au no 18, temple protestant de Port-Royal, construit en 1898.
- Aux nos 22-24, le siège des éditions Karthala.
- L'hôpital Broca.
- Au no 57 a vécu et est mort le sculpteur Jean-Antoine Injalbert (1845-1933).
- Au no 65, la Cité fleurie, avec sa trentaine d'ateliers d'artistes, où vécurent, notamment, Paul Gauguin, Amedeo Modigliani, Henri Cadiou. En 1929, Louis Bouquet y loue un très vaste atelier pour pouvoir réaliser les commandes reçues en vue de la réalisation du Musée des colonies dans le cadre de l'Exposition coloniale internationale de 1931.
- Au no 69, le square Henri-Cadiou.
- Au no 80, la maison de l'écrivain américain Alden Brooks (1882-1964), conçue par l'architecte Paul Nelson en 1928.
- À l'angle avec la rue Messier est apposée une plaque commémorative en hommage au résistant Conrad Miret i Musté[4].
- La prison de la Santé, inaugurée en 1868. Elle longe le boulevard, mais n'y possède pas d'entrée.
- La dernière vespasienne de Paris, à l'angle de la rue de la Santé[5].
- L'Observatoire de Paris, par son côté sud, qui ne possède pas d'entrée sur cette voie, seul l'accès par le jardin de l'Observatoire de Paris étant possible.
- Au no 83, la faculté de théologie protestante de Paris, construit en 1877.
- Entre le no 83 et le no 85, la place de l'Île-de-Sein avec le socle de la statue de François Arago.
- Au nos 90-92-94-96, chapelle Saint-Joseph-de-Cluny.
- Au no 91 a vécu et est mort le 3 novembre 1877, le peintre et dessinateur alsacien, illustrateur des Misérables, Gustave Brion (1824-1877).
- Au no 98 bis, l'Institut d'astrophysique de Paris, dans lequel se trouve également le secrétariat de l'Union astronomique internationale.
- Au no 102, Maison des Missions de la Société des missions évangéliques de Paris construit en 1887, devenu Service protestant de Mission (DEFAP).
- La place Denfert-Rochereau.

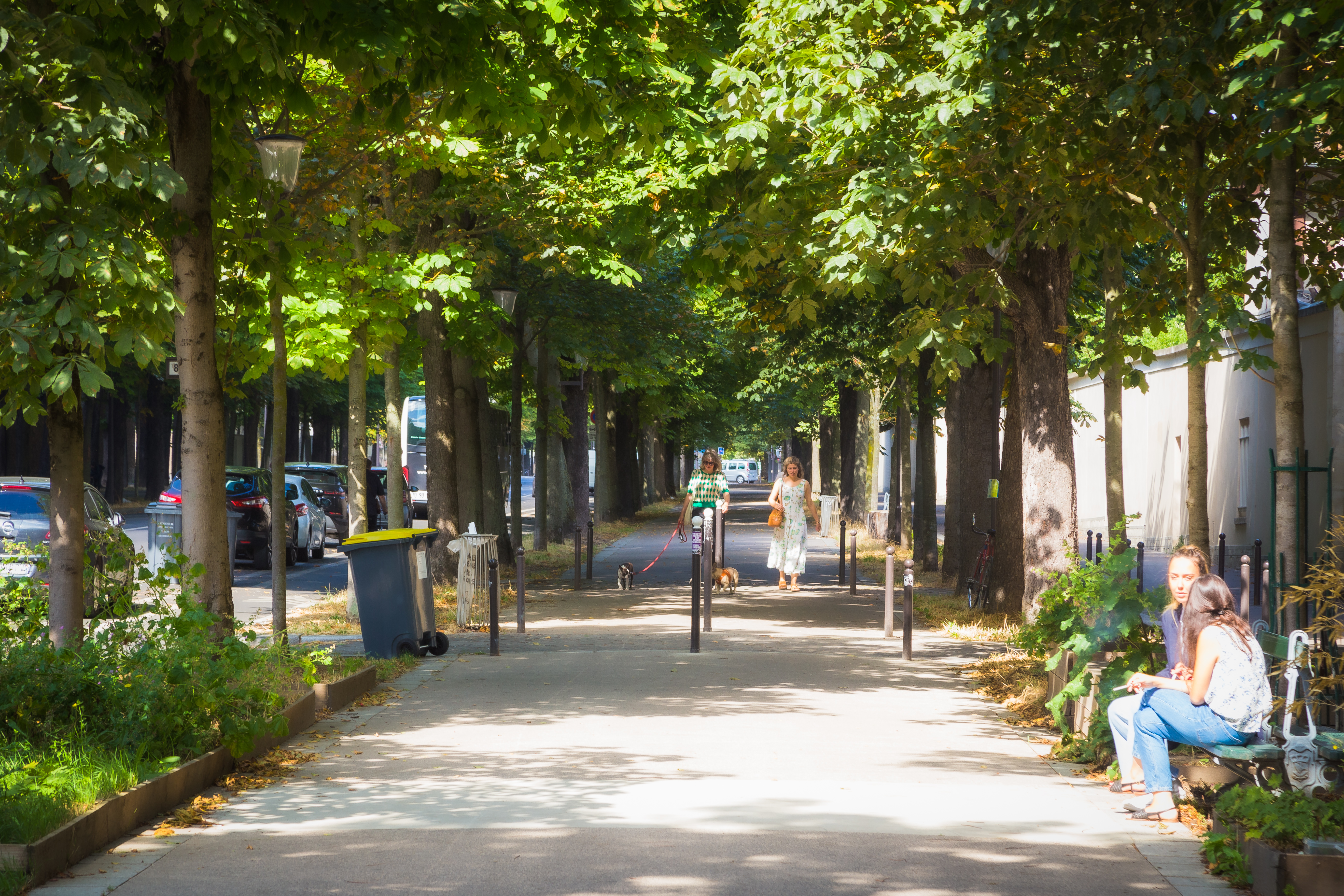
Le boulevard Arago en 2022.
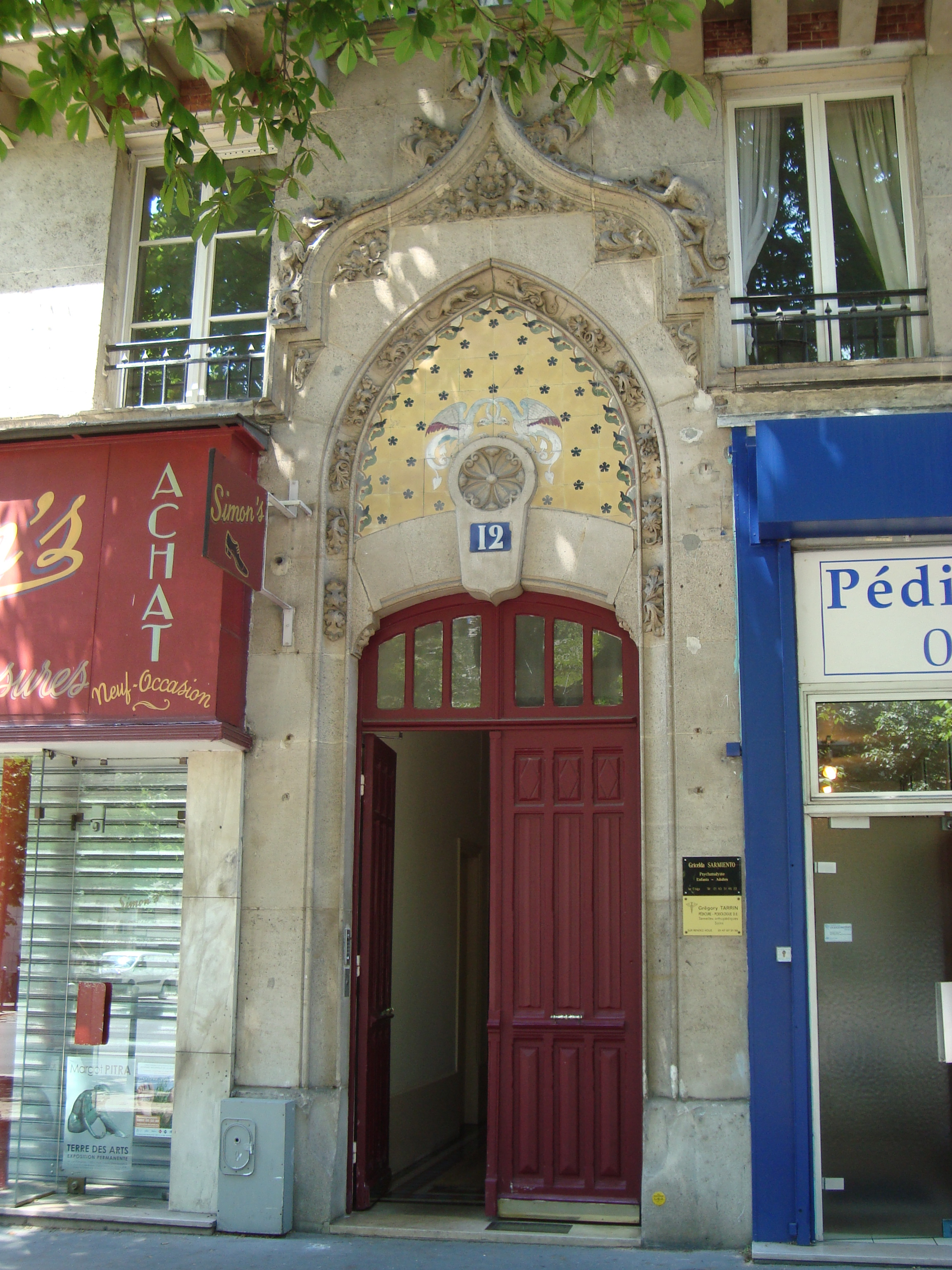
Un fragment de portail de l'ancienne église Saint-Hippolyte.
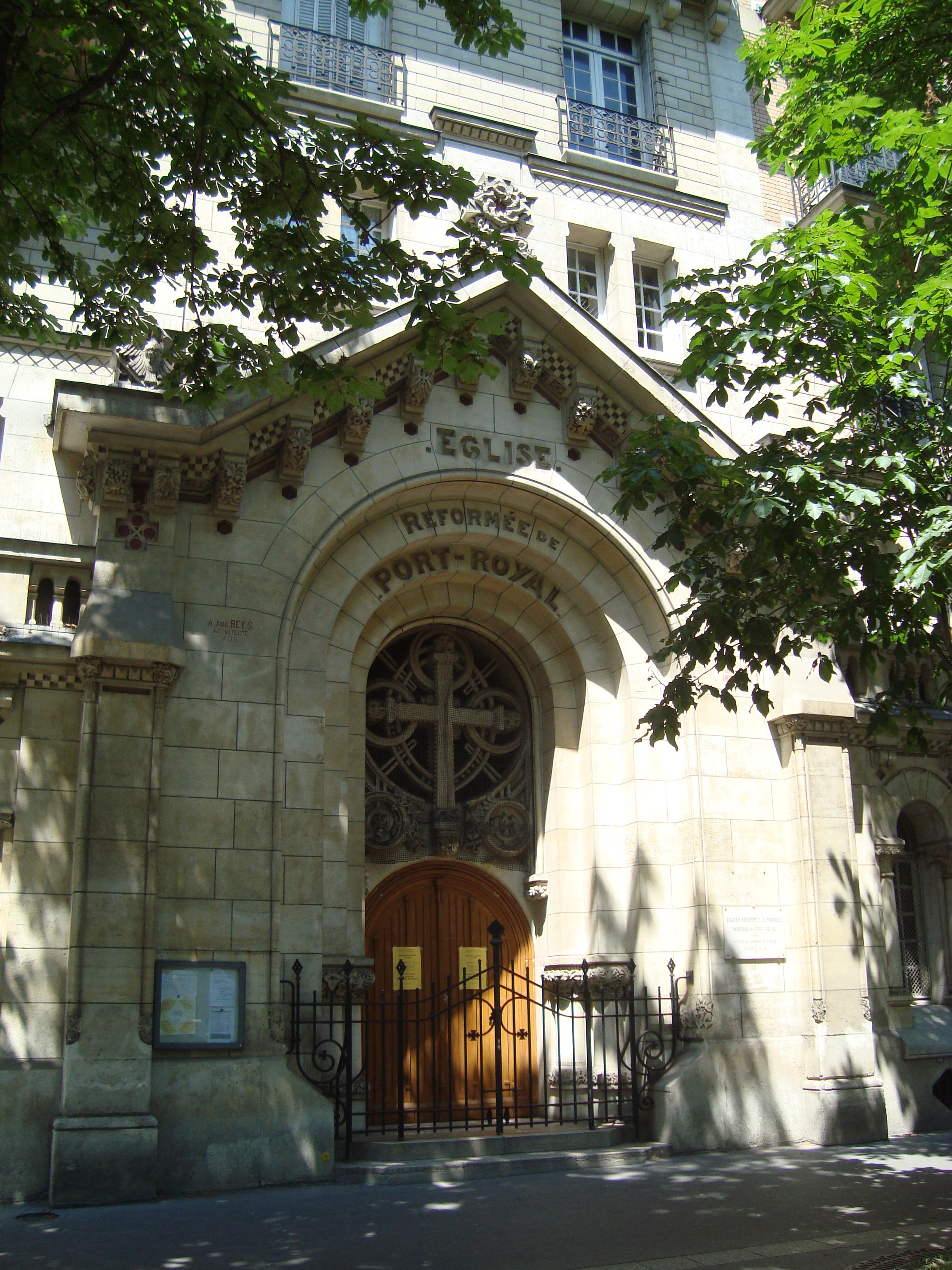
Le temple de l'église réformée de Port-Royal.
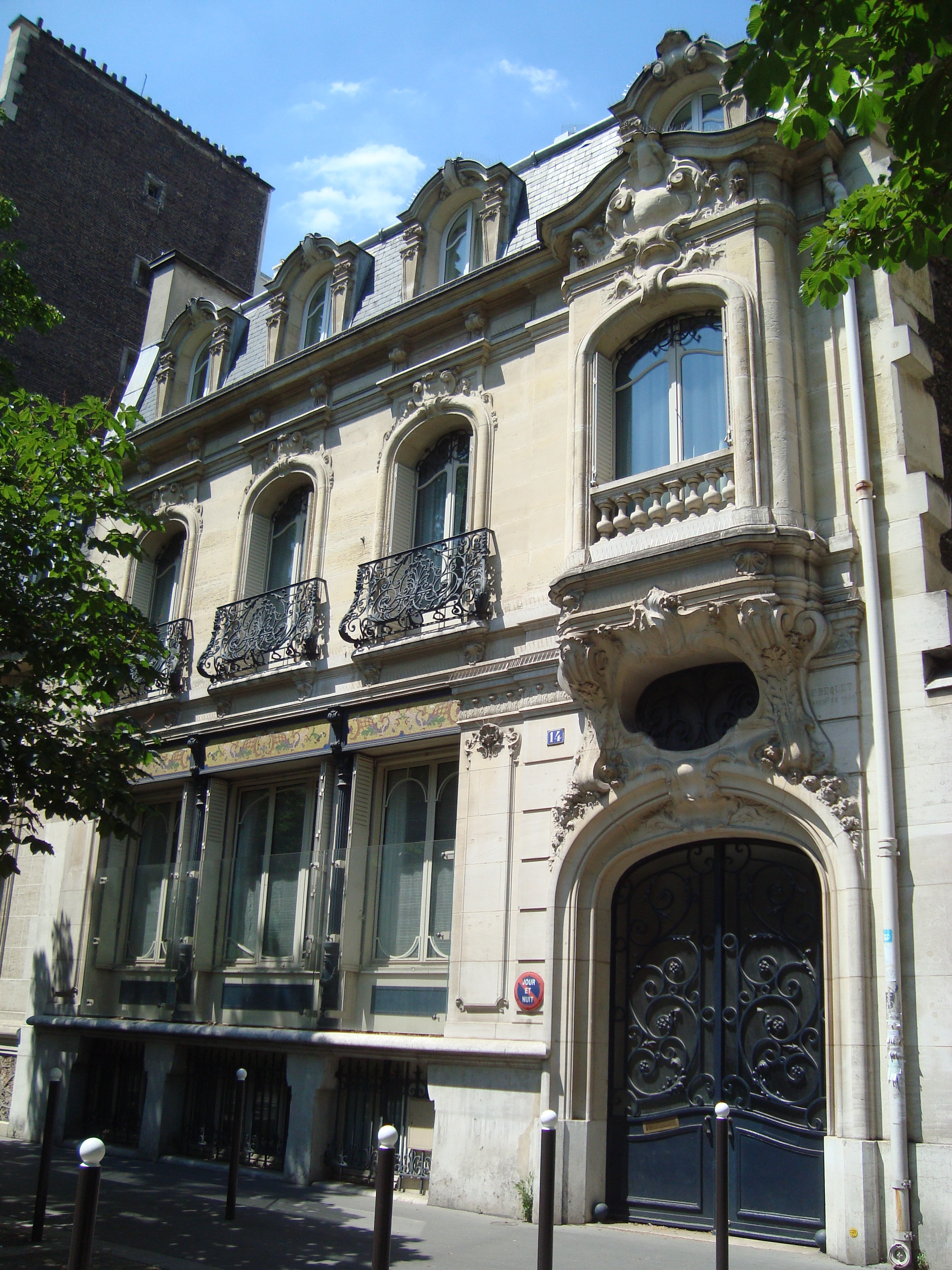
Maison au no 16, rattachée à l'église réformée.
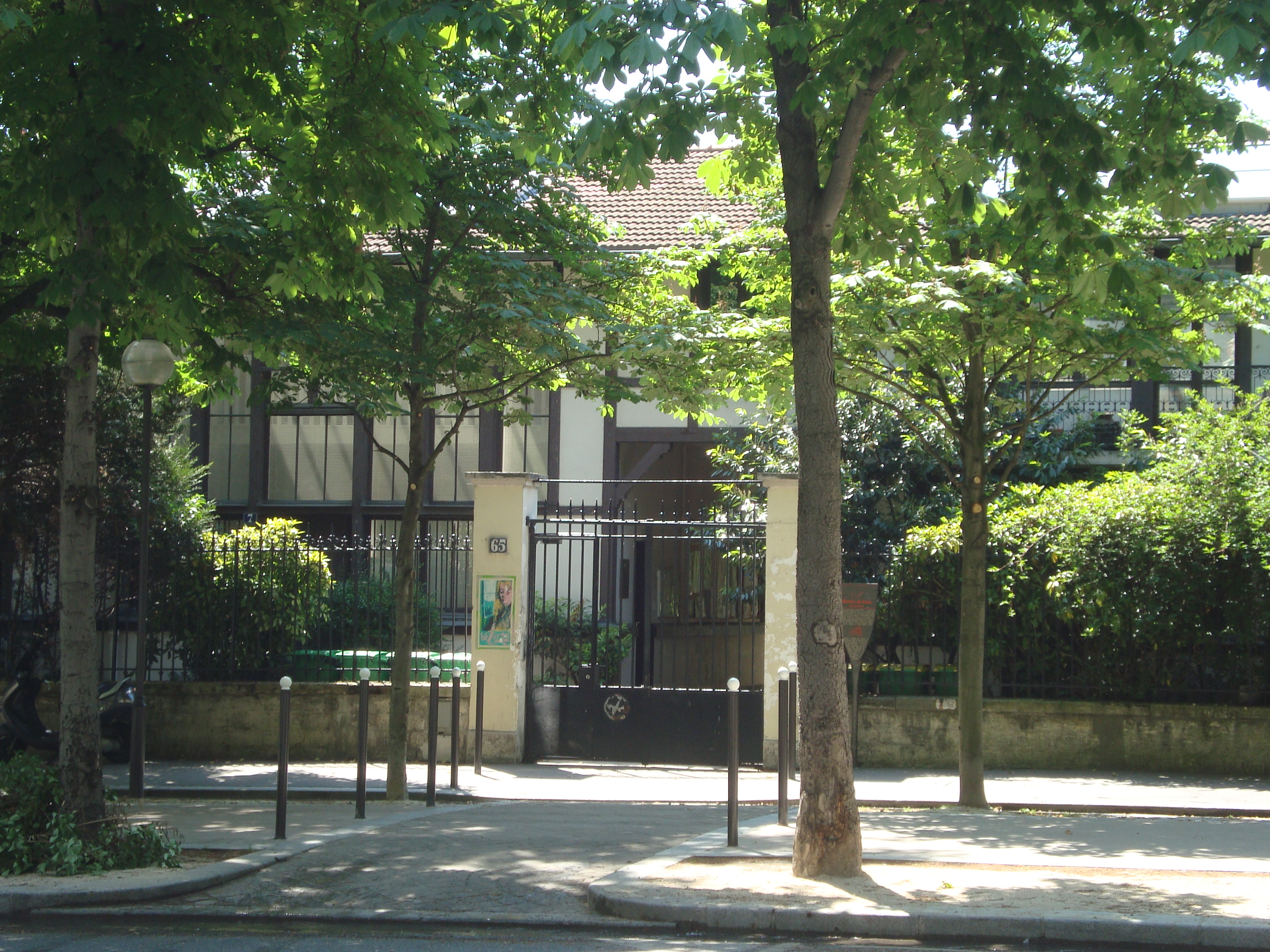
Entrée de la Cité fleurie.
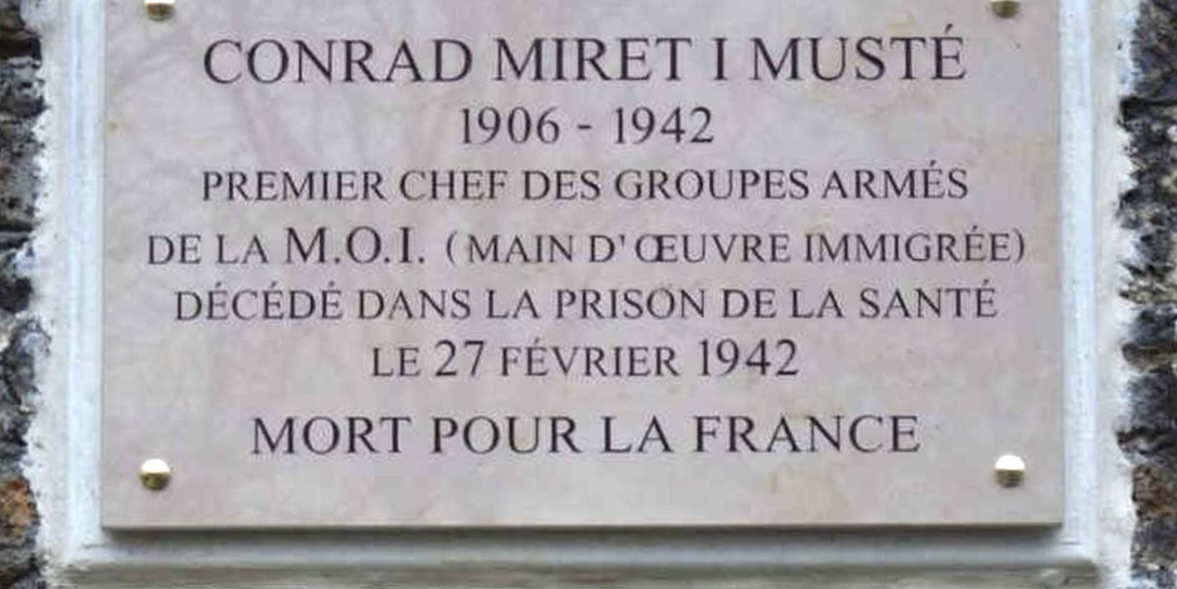
Plaque en hommage à Conrad Miret i Musté.
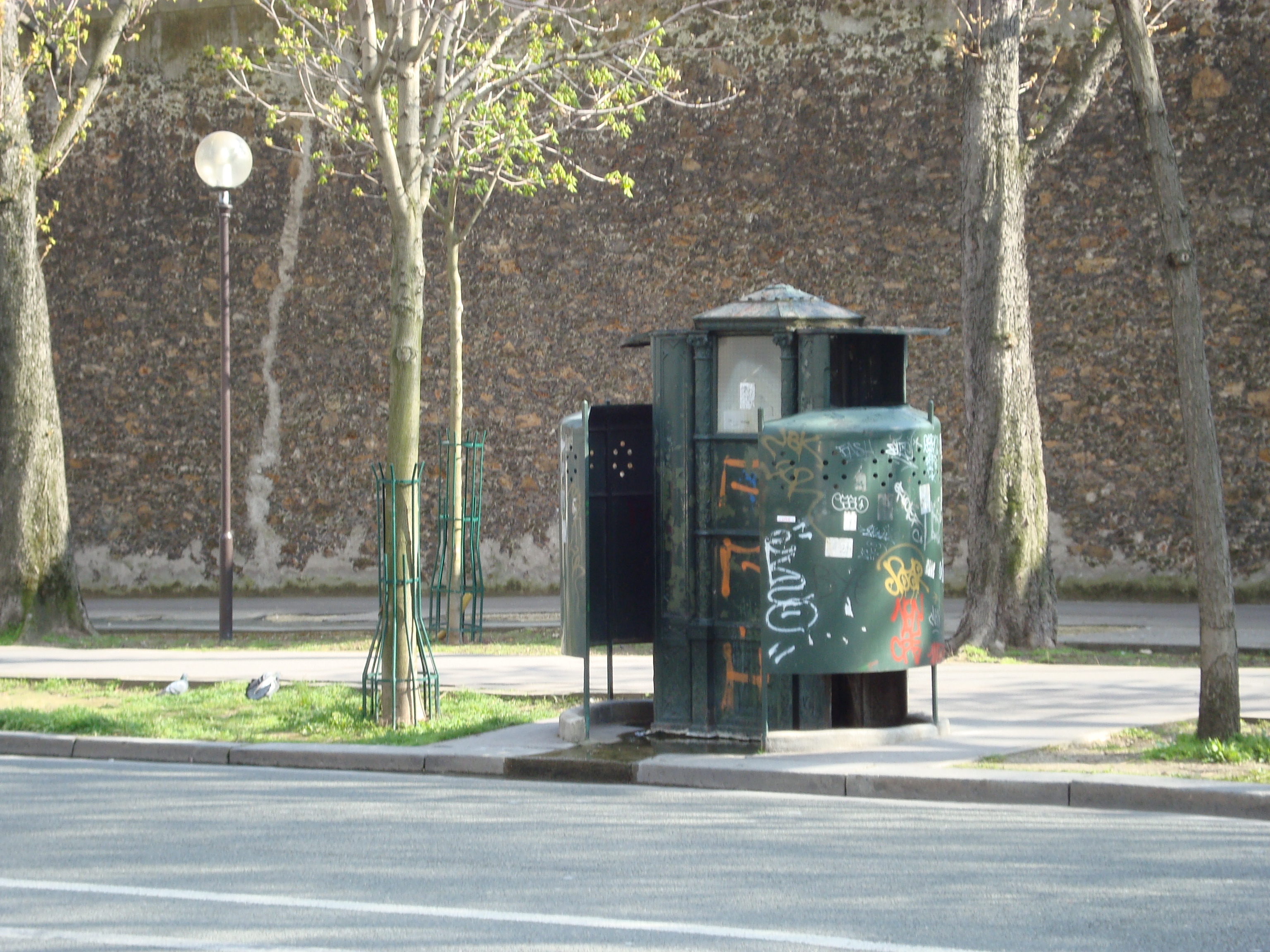
La dernière vespasienne de Paris, le long du mur de la Santé (2009).
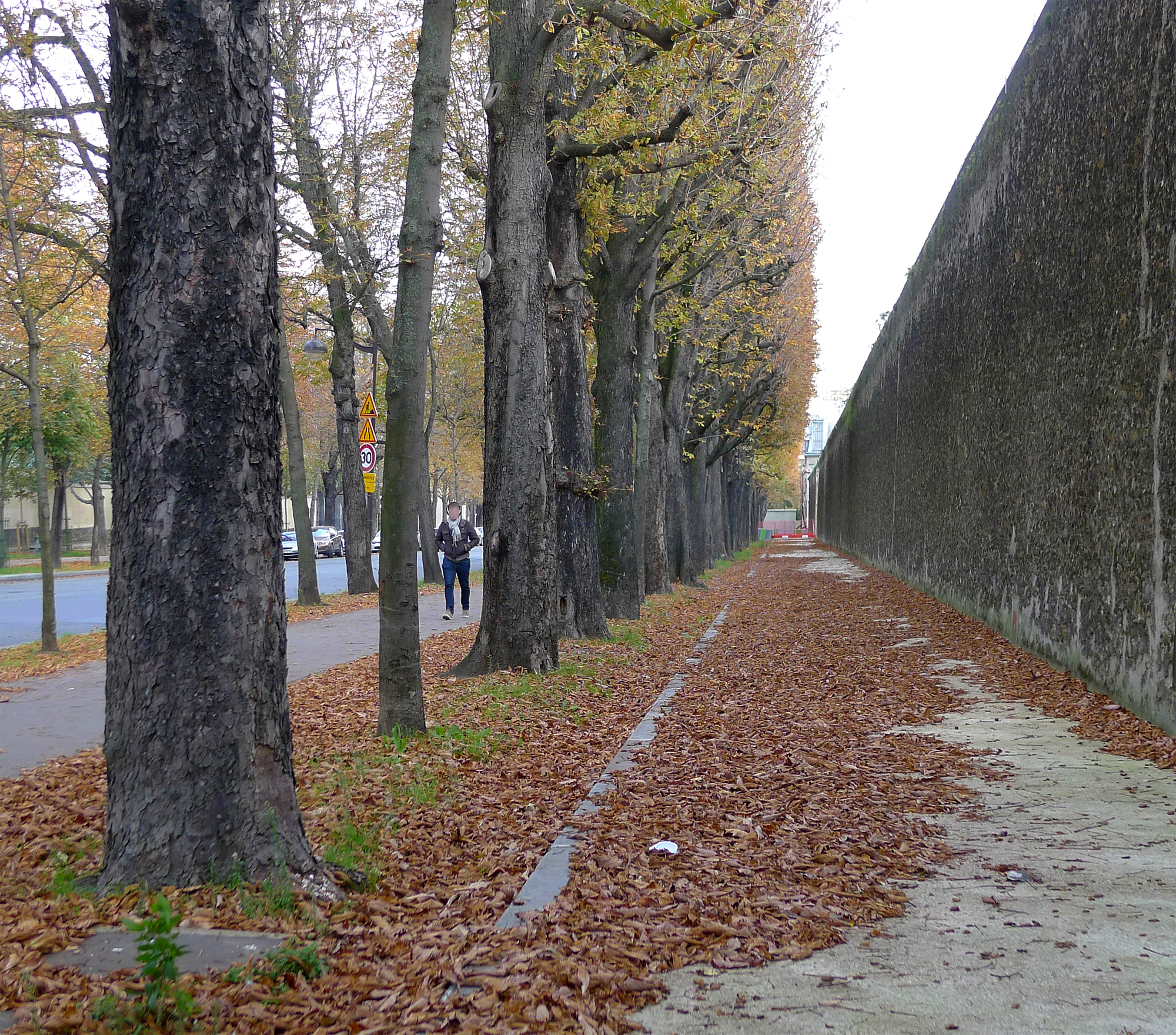
Façade septentrionale de la prison de la Santé.
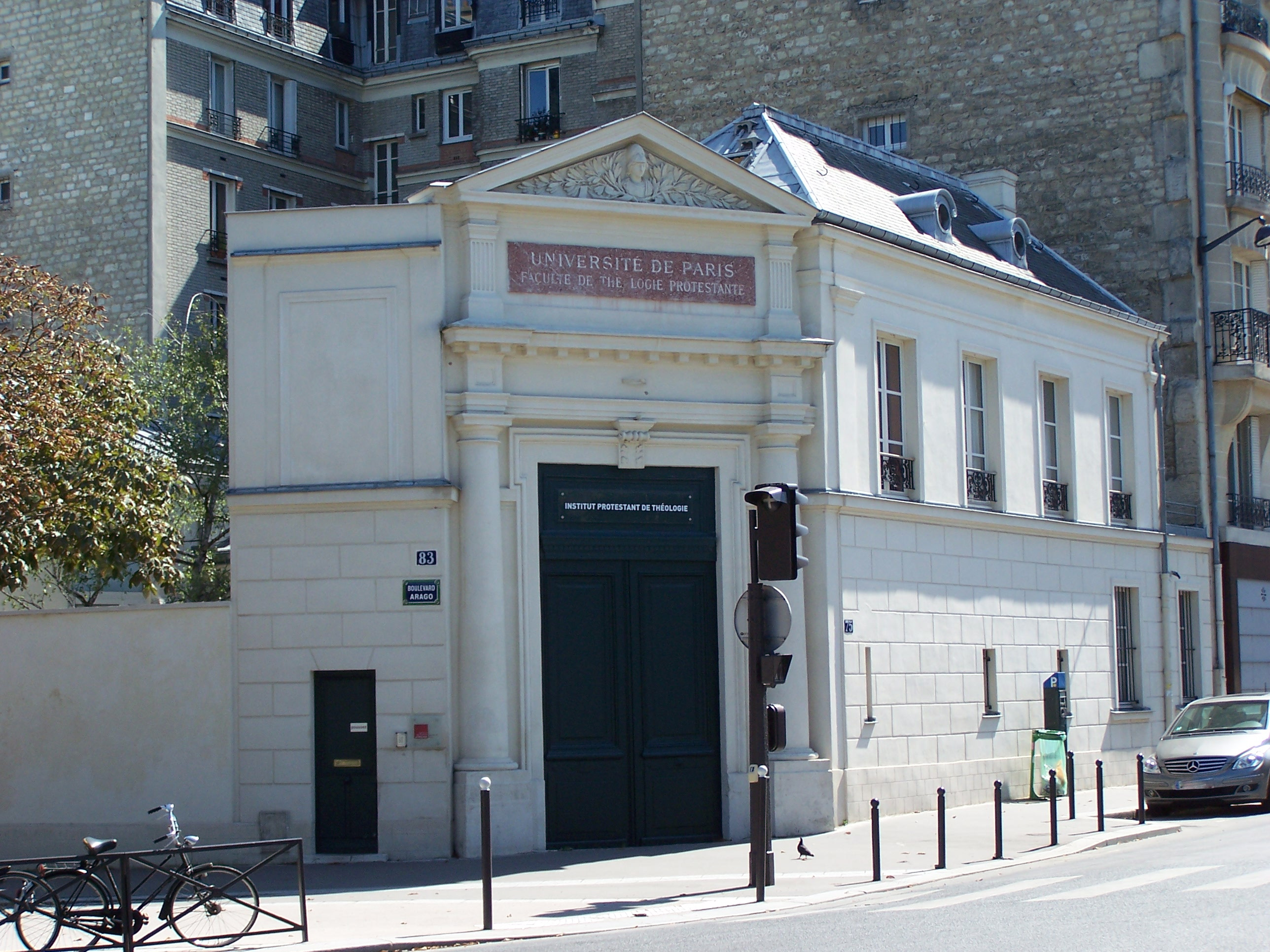
Entrée de la faculté de théologie protestante de Paris.
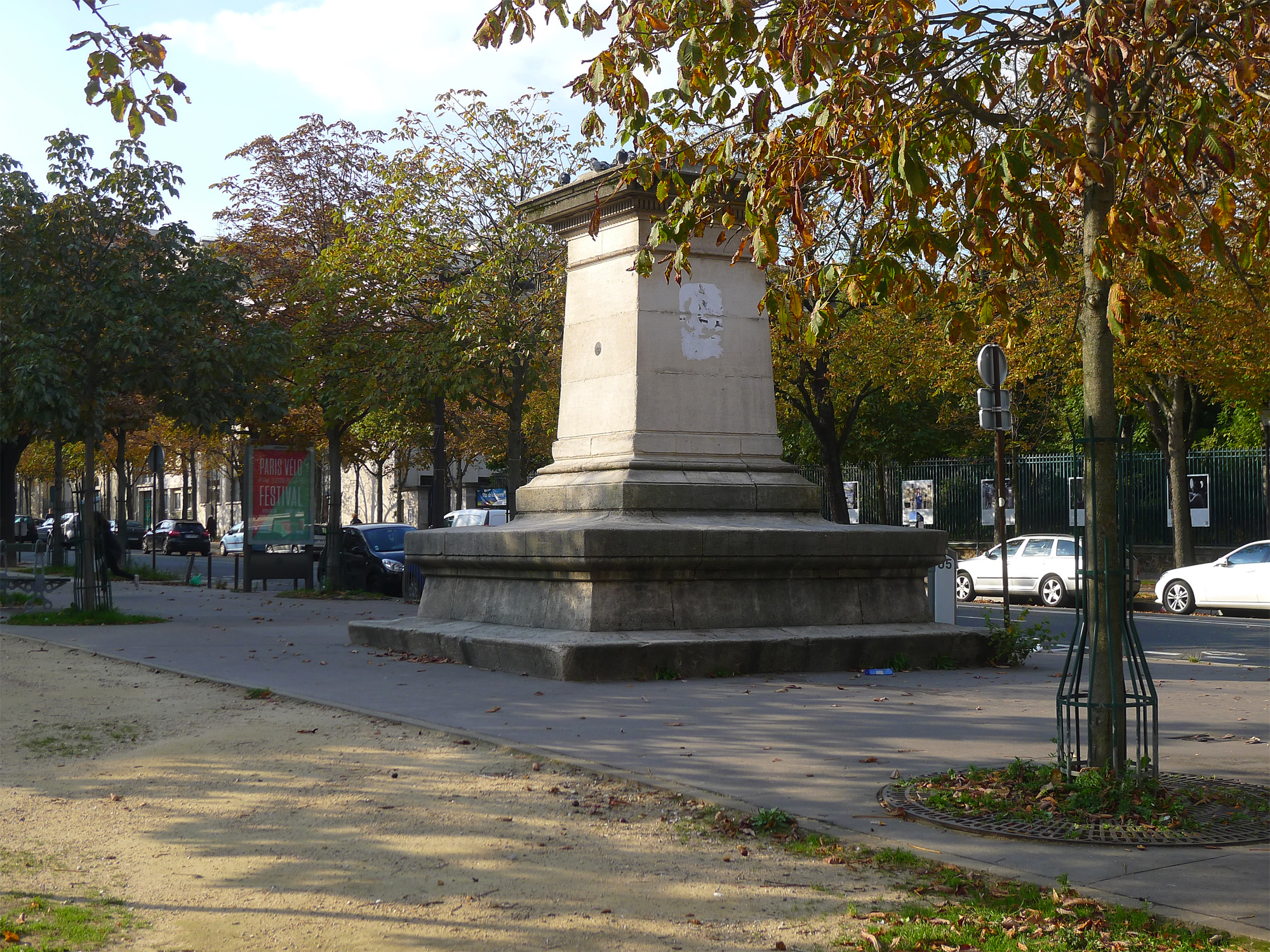
La place de l'Île-de-Sein et le socle sans la statue de François Arago (la statue a été fondue en 1942).
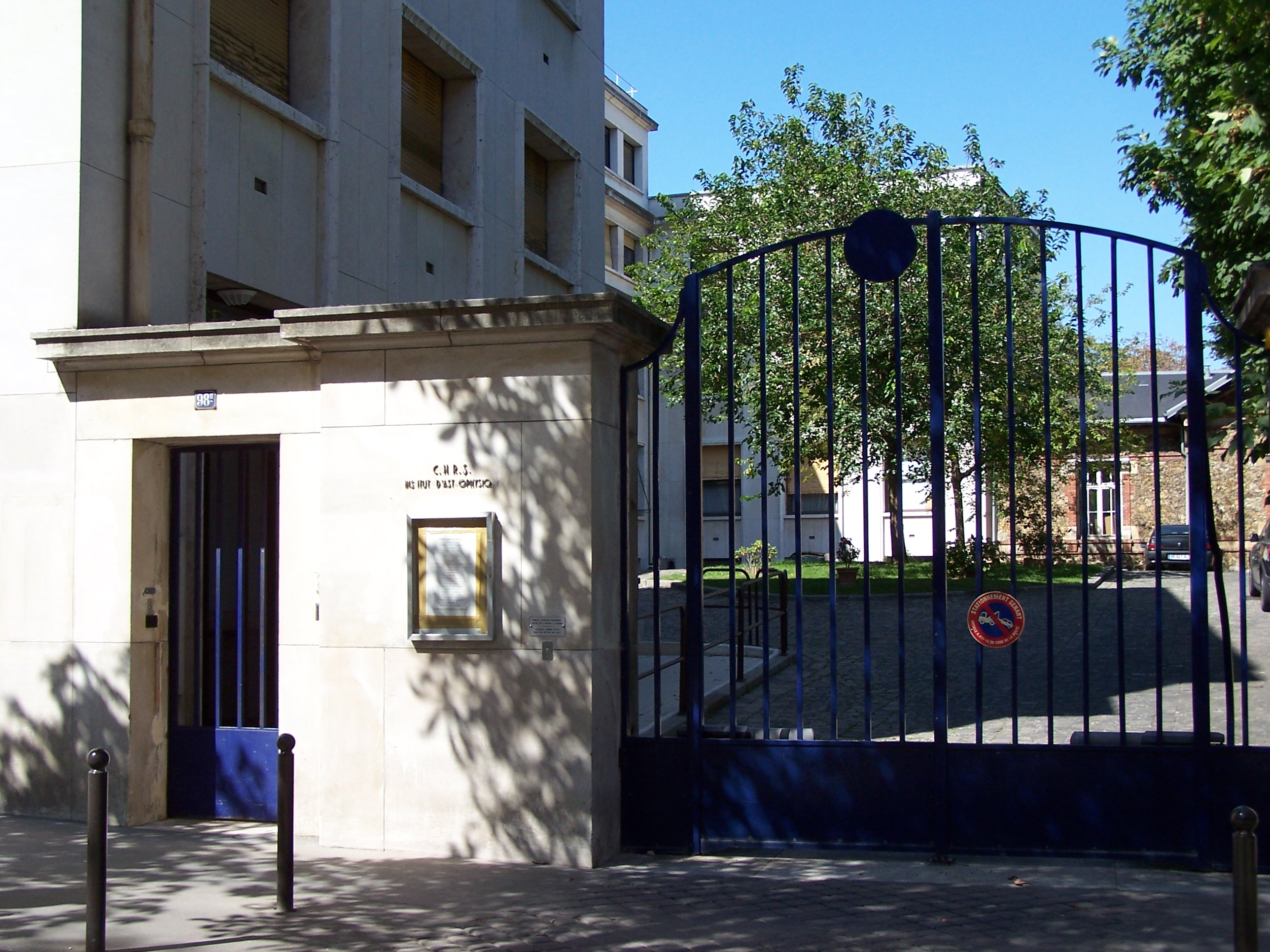
Entrée de l'Institut d'astrophysique de Paris.
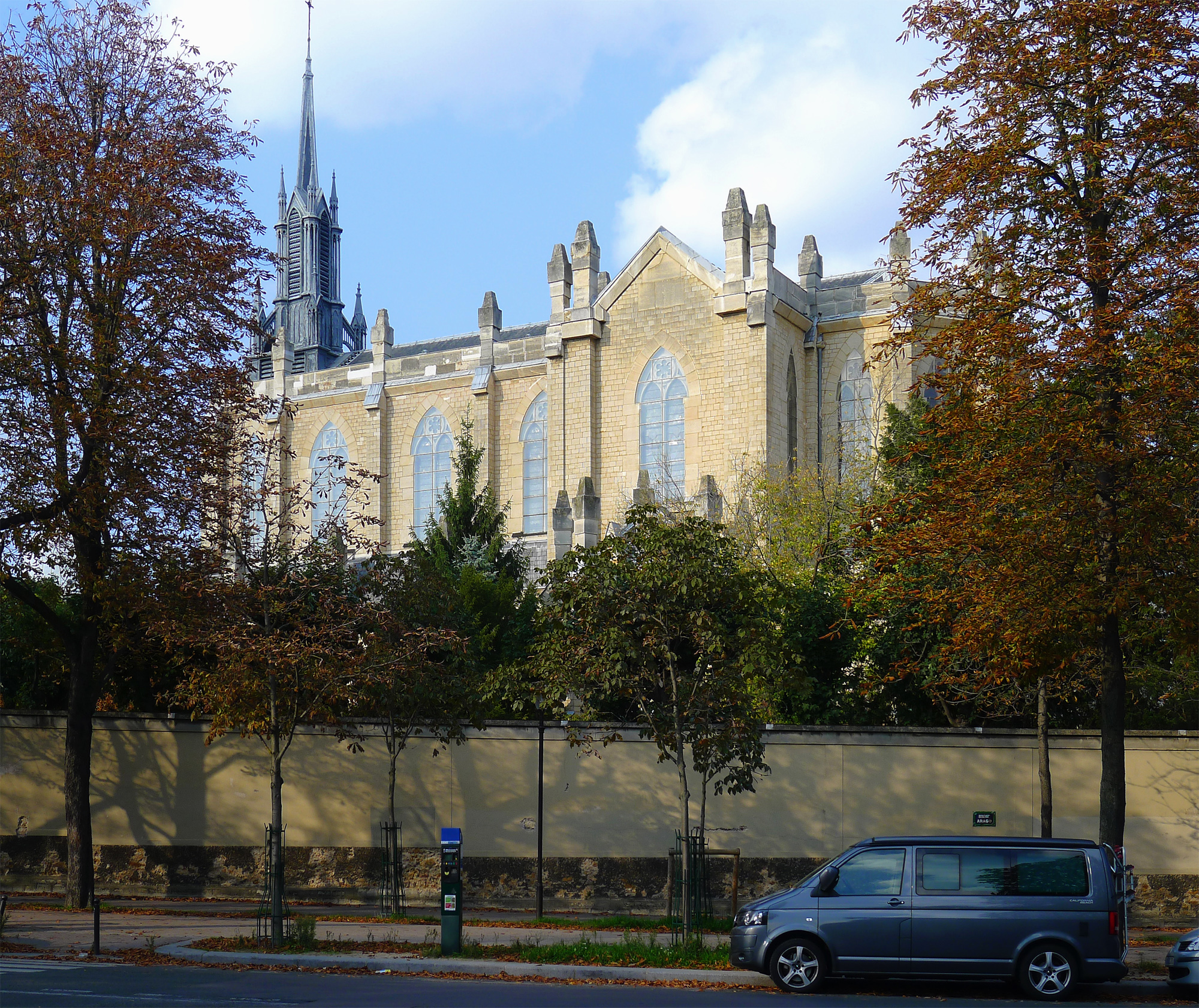
Vue de la chapelle Saint-Joseph-de-Cluny.